# 커리지 언더 파이어
《커리지 언더 파이어》(영어: Courage Under Fire)는 1996년 공개된 미국의 전쟁 드라마 영화이다. 에드워드 즈윅이 감독을 맡았으며, 덴절 워싱턴, 메그 라이언 등이 출연하였다. 워싱턴과 즈윅의 두 번째 협업 작품이다. 이 영화는 미국에서 1996년 7월 12일 개봉하였다.
워싱턴은 이 영화를 통해 1997년 제9회 시카고 비평가 협회상 남우 주연상 후보에 올랐다.

## 줄거리
걸프 전쟁에서 아군 탱크에 오폭해 친구를 죽게 한 냇 설링 중령은 육군이 사고를 덮은 뒤 사무직으로 돌려진다. 후에 냇은 격추된 블랙 호크 대원들을 구출하기 위해 의무 후송 헬리콥터를 몰았던 지휘관 캐런 월든 대위에게 사후 명예 훈장을 추서하는 게 적절한지 판단하는 임무를 맡고, 당시 상황을 파악할 단서를 모아 나간다.

## 출연진
- 덴절 워싱턴 - 너새니얼 “냇” 설링 중령 역
- 메그 라이언 - UH-1 이로쿼이 조종사 캐런 에마 월든 대위 역
- 루 다이아몬드 필립스 - M249 경기관총 사수 존 몬프리즈 하사 역
- 맷 데이먼 - 위생병 앤드루 일라리오 일병 역
- 브론슨 핀초 - 브루노 역
- 세스 길리엄 - 헬리콥터 조장 스티븐 올터마이어 상병 역
- 리지나 테일러 - 메러디스 설링 역
- 마이클 모리아티 - 허슈버그 장군 역
- 젤코 이바넥 - 벤 배너첵 역
- 스콧 글렌 - 워싱턴 포스트 토니 가트너 기자 역
- 팀 기니 - 레이디 준위 역
- 숀 애스틴 - 퍼텔라 이등병 역
- 네드 본 - 첼리 중위 역
- 숀 패트릭 토머스 - 톰프슨 병장 역
- 켄 젱킨스 - 조엘 월든 역
- 다이앤 베이커 - 루이즈 보일라 역
- 리처드 벤처 - 돈 보일라 역
- 톰 섄리 - 질문자 역

## 반응

### 흥행
미국 내에서 약 5천 9억 달러, 전 세계적으로는 4억 1천 8백억 달러의 수익을 거뒀다. 미국에서 개봉 첫 주 박스 오피스에서 《인디펜던스 데이》와 《페노메논》에 이어 3위에 등극했다.

### 평가
영화는 대체적으로 좋은 평가를 받았다. 로튼 토마토에서는 지지도 85%를 얻었으며, 메타크리틱에서는 77/100점을 받았다.

## 우리말 녹음
KBS 성우진 (2000년 1월 8일)
- 김관철 - 설링 중령(덴절 워싱턴)
- 송도영 - 윌든 대위(메그 라이언)
- 강수진 - 일라리오(맷 데이먼)
- 김준 - 몬프리즈(루 다이아몬드 필립스)
- 최문자
- 문관일
- 김관진
- 김소형
- 오인성
- 임아영